# Quema prescrita

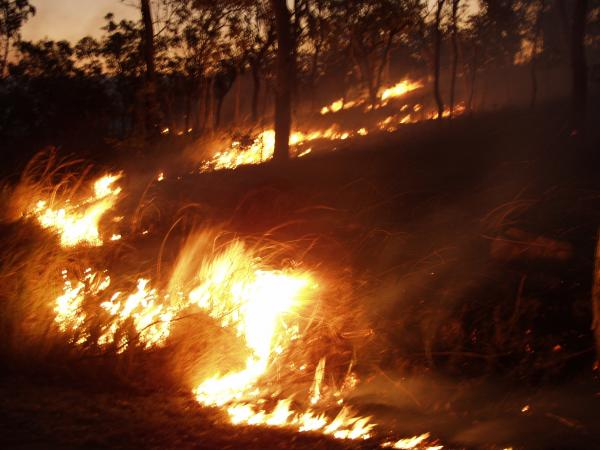
Back burning en Pinus nigra, Australia.

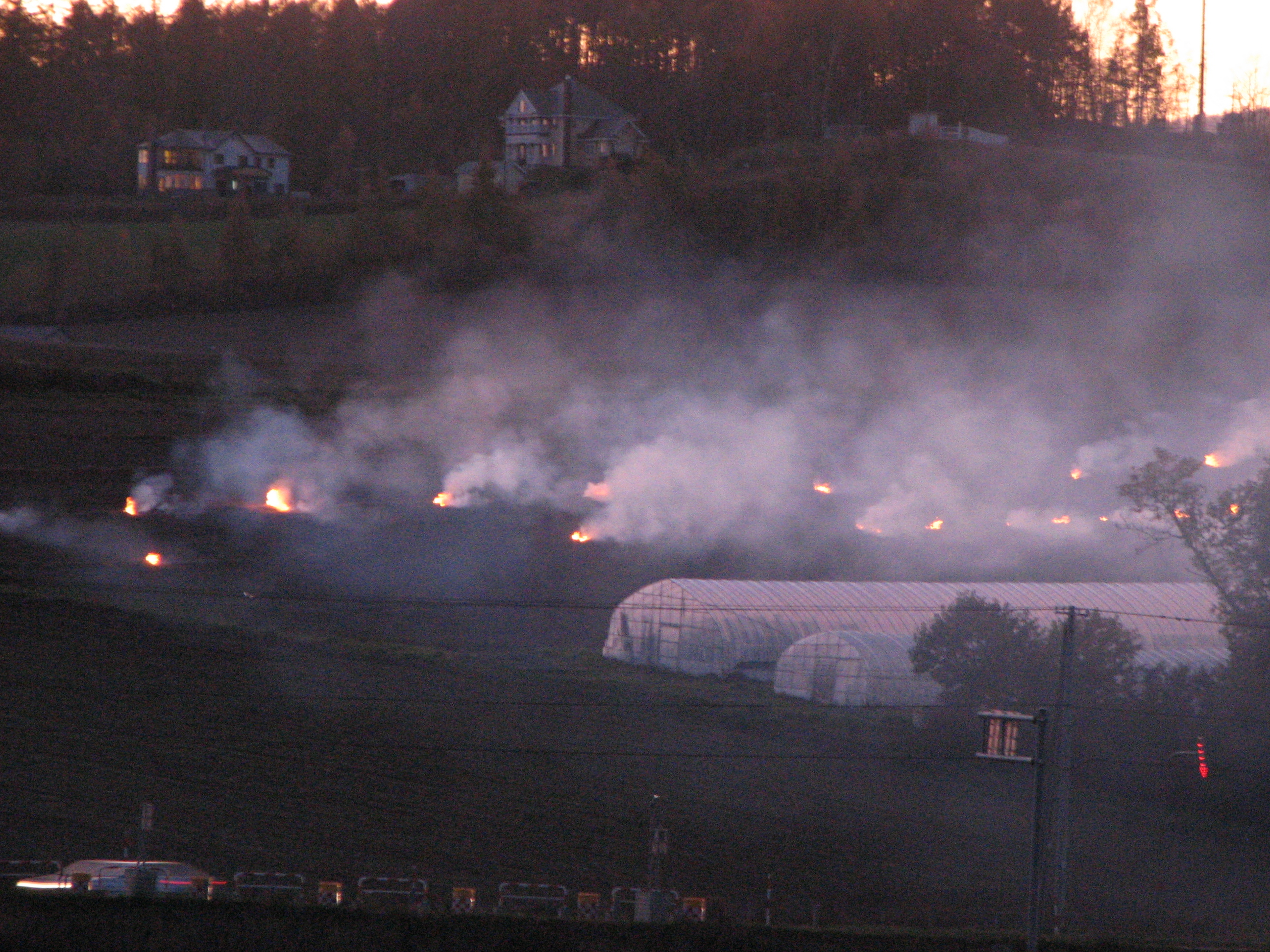
Noyaki (quema controlada) japonés, en Hokkaido.

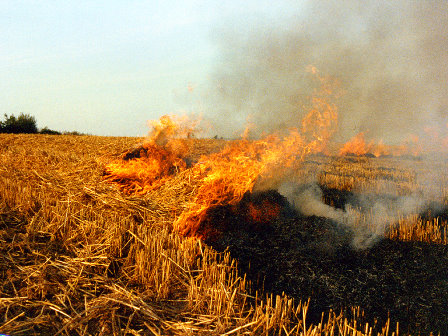
Quema provocada en otoño.

La quema prescrita, también conocida como incendio prescrito, quema controlada o ecoquema, es una técnica de lucha contra los incendios forestales que se realiza provocando incendios controlados del material combustible acumulado. Puede realizarse antes de la temporada de calor como medida preventiva, o utilizarse durante la extinción de un gran incendio forestal como medida para evitar su avance.
Suele realizarse en los bordes de carreteras, pistas forestales o cortafuegos, para ampliar la separación entre ambos lados de la superficie forestal combustible, dificultando así el paso de las llamas entre ellos. Debido a su peligrosidad, las quemas controladas deben ser realizadas solo por profesionales debidamente equipados.
La quema prescrita es diferente de la quema agrícola, una práctica utilizada para eliminar restos de cosecha, poda o desbroce, o bien para regenerar suelos de uso agropecuario.

## Historia
El uso de la quema prescrita, que usaron otras civilizaciones como una herramienta para evitar males mayores, se originó cuando los humanos adquirieron la habilidad de provocar y de extinguir incendios. Algunos incendios eran suprimidos mientras otros eran fomentados para quemar materia orgánica. Los pueblos originarios de América y los colonos europeos utilizaban incendios para mejorar pastizales duros e incomibles por la hacienda, en otros brotes más tiernos que crecían después de la quema.